# Дубованы
Дубованы (словац. Dubovany) — село и одноимённая община в районе Пьештяни Трнавского края Словакии. В письменных источниках начинает упоминаться с 1278 года.

## География
Село расположено в центральной части края, при автодороге 504. Абсолютная высота — 159 метров над уровнем моря. Площадь муниципалитета составляет 11,34 км².

## Население
По данным последней официальной переписи 2021 года, численность населения селa составляла 1064 человек.
Динамика численности населения общины по годам:
| Год:                | 1994 | 2004    | 2014    | 2024     |
| ------------------- | ---- | ------- | ------- | -------- |
| Количество человек: | 871  | 935     | 1004    | 1107     |
| Разница:            |      | +7,34 % | +7,37 % | +10,25 % |